# West Clyst
West Clyst is een gehucht in het Engelse graafschap Devon. Het ligt iets ten oosten van de snelweg M5 en het behoort tot de civil parish Broad Clyst. De nederzetting telt thans minder dan 100 huizen, maar er zijn plannen om het dorpje met 600% te laten groeien. West Clyst komt in het Domesday Book (1086) voor als 'Cliste' / 'Clista'. De 'West Clyst Farm', waarvan de oudste delen uit de vijftiende eeuw stammen, staat op de Britse monumentenlijst.